# Раффенспергер, Брэд
Брэдфорд Джей Раффенспергер (англ. Bradford Jay "Brad" Raffensperger; родился 18 мая 1955 г.) — американский политик, бизнесмен и инженер-строитель, занимающий пост секретаря штата Джорджия с 14 января 2019 года. Член Республиканской партии, ранее он работал в Палате представителей Джорджии, представляя 50-й округ.
Раффенспергер привлек внимание всей страны после президентских выборов в США в ноябре 2020 года, когда президент Дональд Трамп проиграл выборы и проиграл Джорджию сопернику Джо Байдену. После поражения Трамп отказался признать поражение и сделал ложные заявления о мошенничестве. Трамп начал затяжную кампанию по отмене результатов выборов и сохранению своей власти, но в конечном итоге не увенчался успехом. В рамках этой кампании 2 января 2021 года, Трамп сделал записанный телефонный звонок, в котором пытался убедить Раффенспергера изменить подсчет голосов в Джорджии в пользу Трампа. Раффенспергер сопротивлялся давлению Трампа и указал, что заявления уходящего президента основаны на лжи.

## Биография
Брэд Раффенспергер родился 18 мая 1955 года.

### Образование
Раффенспергер получил степень бакалавра гражданского строительства в Университете Западного Онтарио и степень магистра делового администрирования в Университете штата Джорджия.

### Карьера
Раффенспергер является генеральным директором Tendon Systems, LLC, подрядной и инженерной фирмы, которая работает в Колумбусе, штат Джорджия, и округе Форсайт, штат Джорджия. Он накопил состояние в размере 26,5 миллионов долларов за свою работу в частном секторе.

#### Городской совет Джонс-Крик
Раффенспергер — давний член Республиканской партии. Он занимал должность 2 в городском совете Джонс-Крика с 2012 по 2014 год. Он заменил Дэна Маккейба в городском совете. Он ушёл в отставку в ноябре 2014 года, чтобы баллотироваться на внеочередных выборах, чтобы представлять 50-й округ в Палате представителей Джорджии, и его сменил Крис Кафлин.

#### Палата представителей Джорджии
Раффенспергер выиграл свою заявку в Палату представителей Джорджии в 2015 году, сменив Линн Райли.
В Государственной палате Раффенспергер выступил спонсором закона, запрещающего должностным лицам графства получать личную прибыль от налоговых залогов. Ранее налоговый комиссар округа Фултон лично собирал сборы от налоговых залогов и продажи налоговых залогов частным коллекторским компаниям, что позволило ему накопить 200 000 долларов за четырехлетний период. Закон положил конец этой практике самообогащения. Раффенспергер также выступил спонсором меры по внесению поправок в конституцию штата Джорджия, позволяющих воссоздать округ, который ранее существовал, но позже объединился с другим округом; эта мера позволила бы северному графству Фултон отделиться и образовать округ Милтон.

### Секретарь штата Джорджия

#### Выборы 2018 г.
Раффенспергер баллотировался на пост секретаря штата Джорджия на выборах 2018 года. секретарь штата в Джорджии наблюдает за выборами, и является председателем избирательной комиссии штата. секретарь штата также осуществляет надзор за регистрацией бизнеса и профессиональным лицензированием.
На предварительных выборах Республиканской партии, Раффенспергер столкнулся с бывшим мэром Альфаретты Дэвидом Белль Айлом, представителем штата Баззом Броквеем, и представителем штата Джошем Маккуном. На предварительных выборах, Раффенспергер занял первое место, а Белль Айл - второе; поскольку ни один кандидат не получил большинства, гонка за выдвижение от республиканцев перешла в первичный тур, в котором Раффенспергер победил на выборах. Во время своей кампании Раффенспергер заявлял, что  «уменьшит бюрократию в правительстве, поддержит законы об удостоверениях личности избирателей, и будет настаивать на использовании поддающихся проверке бумажных бюллетеней, когда Джорджия заменит свои электронные машины для голосования».
На всеобщих выборах 6 ноября 2018 года Раффенспергер набрал наибольшее количество голосов, опередив демократа Джона Бэрроу менее чем на один процент. Он победил Барроу во втором туре выборов 4 декабря 2018 г.

#### Споры относительно очистки списков избирателей и доступа латиноамериканских избирателей
В 2019 году Раффенспергер боролся с кандидатом в губернаторы от Демократической партии 2018 года Стейси Абрамс, бывшим лидером меньшинства в Палате представителей Джорджии, поскольку она оспаривала его действия по удалению 300 000 имен из списков регистрации избирателей, и он выиграл дело. В 2021 году он удалил более 100 000 дополнительных имен из списков Джорджии, частично в зависимости от данных, полученных от ERIC, национального информационного центра электронной регистрации.
Ассоциация латиноамериканских выборных должностных лиц Джорджии (GALEO), и другие группы по защите гражданских прав подали в федеральный суд иск против офиса Раффенсбергера и избирательной комиссии округа Гвиннетт, утверждая, что рассылка округом по почте заявлений для голосования, напечатанных только на английском языке, также должна была быть запрещена. отправлено на испанском языке зарегистрированным избирателям в округе Гвиннетт из-за большого количества испаноязычного населения. Иск был отклонен в октябре 2020 года окружным судьей США  Уильямом М. Рэем II, который постановил, что истцы не имеют правоспособности, а рассылки только на английском языке не нарушают Закон об избирательных правах. По словам Джерри Гонсалеса, исполнительного директора GALEO, количество латиноамериканцев, имеющих право голоса в Джорджии, увеличилось, а процент явки увеличился с 2016 года, превысив общенациональные показатели участия этой этнической группы. Латиноамериканцы составляют 5 процентов электората Джорджии, около 377 000 латиноамериканцев имеют право голоса и около 250 000 зарегистрированных. Данные экзитпола, проанализированные NBC News, показали, что избиратели-латиноамериканцы предпочли Джо Байдена Дональду Трампу: 62% против 37%.

#### Выборы 2020

##### Майские и июньские первичные выборы
В 2020 году президентские праймериз в Джорджии, первоначально назначенные на 24 марта, были перенесены на 19 мая (дата проведения непрезидентских праймериз в Джорджии) из-за пандемии COVID-19. Позже Раффенспергер перенес праймериз в Джорджии на 9 июня из-за кризиса с коронавирусом. Во время выборов в Джорджии в 2020 году  Раффенспергер стремился помешать избирательным участкам в Джорджии распечатывать бумажные резервные копии информации о регистрации избирателей и информации о заочном голосовании на случай, если на избирательных участках возникнут проблемы с использованием планшетов для регистрации избирателей, называемых планшетами для голосования, что было проблематично на первичных выборах в Джорджии в июне 2020 года. Таблетки вызвали длинные очереди на избирательных участках. Группы по защите прав голоса запросили бумажные резервные копии, чтобы предотвратить риск хаоса в день выборов в случае выхода из строя планшетов. Группы по защите прав голоса подали в федеральный суд на Раффенспергера; они получили приказ от окружного судьи, предписывающий должностным лицам избирательной комиссии Джорджии подготовить такие бумажные резервные копии, но этот приказ был заблокирован Апелляционным судом одиннадцатого округа США.
Чтобы защитить избирательные права во время пандемии, Раффенспергер распорядился разослать заявки на открепительные удостоверения (почтовые) всем 6,9 миллионам активных зарегистрированных избирателей Джорджии для участия в первичных выборах в штате в июне 2020 года. После того, как Дэвид Ралстон, спикер Палаты представителей от республиканцев, заявил, что расширенное использование голосования по почте «будет крайне разрушительным для республиканцев и консерваторов в Джорджии». Республиканцы в комитете Палаты представителей штата Джорджия внесли законопроект, запрещающий представителям избирательных комиссий отправлять почту в бланках бюллетеней для голосования избирателям накануне выборов. Раффенспергер отклонил это предложение, заявив: «С большим отрывом избиратели по обе стороны политического спектра согласны с тем, что отправка открепительных заявлений всем активным избирателям была самым безопасным и лучшим, что наш офис мог сделать для защиты наших избирателей на пике COVID-19. Кое-кто как бы говорит, что наше ведомство должно было проигнорировать волну заочного голосования, которая явно надвигалась». Столкнувшись с противодействием, предложенный запрет провалился в Генеральной Ассамблее Джорджии.

##### Ноябрьские всеобщие выборы
Раффенспергер не рассылал по почте заявления для голосования каждому активному зарегистрированному избирателю в Джорджии на всеобщих выборах в ноябре 2020 года, сославшись на стоимость массовой рассылки. Вместо этого Раффенспергер создал онлайн-портал для избирателей Джорджии, где они могли запросить открепительные удостоверения. Он призвал избирателей воспользоваться личным досрочным голосованием и голосованием по почте.
Всеобщие выборы в Джорджии в ноябре 2020 года прошли гладко, без проблем, которые преследовали первичные выборы в июне; Раффенспергер объяснил успех процесса рекордным количеством избирателей, проголосовавших до дня выборов либо по почте, либо в течение трехнедельного периода личного досрочного голосования в Джорджии. Кандидат в президенты от Демократической партии Джо Байден стал избранным президентом, победив действующего Дональда Трампа, и демократы добились успехов в Джорджии, причем Байден выиграл штат, впервые с 1992 года, когда кандидат в президенты от Демократической партии победил в Джорджии.

##### Попытки Трампа подорвать результаты выборов
После выборов коллеги-республиканцы Раффенспергера, сенаторы США от Джорджии Дэвид Пердью и Келли Леффлер выступили с совместным заявлением, в котором обвинили Раффенспергера в неуказанных «провалах» и призвали его уйти в отставку. Пердью и Леффлер не представили никаких доказательств в поддержку своих утверждений, которые они сделали после давления со стороны Трампа, который продвигал теории заговора о выборах и ложно утверждал, что они были сфальсифицированы. Должностные лица штата по выборам и другие республиканские лидеры отметили, что не было никаких доказательств правонарушений в связи с выборами. И Пердью, и Леффлер выдвигались на переизбрание, но не смогли набрать большинства голосов, что спровоцировало второй тур выборов в Джорджии против их оппонентов-демократов, который состоялся 5 января 2021 года и определил партийный контроль над Сенатом. Раффенспергер отклонил призывы к его отставке, и сказал: «Как республиканец я обеспокоен тем, что республиканцы сохранят Сенат США. Я рекомендую сенаторам Леффлеру и Пердью сосредоточиться на этом. Раффенспергер добавил: «Если бы я был сенатором Пердью, меня бы раздражало, что я попал во второй тур. И оба сенатора, и я все недовольны возможным исходом для нашего президента».
Под давлением своих коллег-республиканцев Раффенспергер приказал провести ручной пересчет / аудит всех 5 миллионов голосов в президентской гонке в Джорджии, в которой Байден опередил Трампа примерно на 14 000 голосов. Критики, в том числе группа по защите прав голоса «Коалиция за надлежащее управление», описали решение Раффенспергера провести ручной пересчет голосов, мотивированное политическим давлением, которое он получил от Трампа, и заявили, что это не предусмотрено законодательством Джорджии. Раффенспергер отрицал это,, хотя он действительно сказал, что его коллеги-республиканцы оказывали на него давление, чтобы найти способы исключить законные бюллетени. Раффенспергер сказал, что сенатор от Южной Каролины Линдси Грэм оказал на него давление, призывая выбросить бюллетени по почте в пользу Байдена. Хотя Грэм отрицал обвинения, отдельный представитель Республиканской партии, который также присутствовал на звонке, Габриэль Стерлинг, подтвердил заявление Раффенспергера. Дуг Коллинз, конгрессмен-республиканец из Джорджии, проигравший свою гонку и курировавший усилия Трампа в Джорджии, ложно заявил о мошенничестве на выборах в Джорджии, что побудило Раффенспергера, обычно известного своей мягкостью, назвать Коллинза «лжецом» и «шарлатаном» за его риторика. Ручной пересчет подтвердил победу Байдена: Байден получил 2,47 миллиона голосов, а Трамп получил 2,46 миллиона голосов, что составляет 12 670 голосов (0,25%). 20 ноября Раффенспергер подтвердил окончательные итоги голосования, а губернатор Джорджии Брайан Кемп официально подтвердил список избирателей штата. Трамп продолжал продвигать ложные заявления об избирательном процессе после сертификации; некоторые сторонники Трампа преследовали или угрожали Раффенспергеру, его жене и помощнику Раффенспергера Стерлингу, менеджеру по внедрению государственной системы голосования, в том числе угрожали смертью. Стерлинг публично призвал Трампа осудить эти действия и «прекратить вдохновлять людей на совершение потенциальных актов насилия».
В марте 2021 года контролируемый республиканцами законодательный орган штата принял закон, подписанный губернатором Кемпом, который исключил должность председателя избирательной комиссии штата из обязанностей секретаря штата Джорджия. Закон передал контроль над председателем избирательной комиссии штата законодательному собранию штата.

###### Телефонный разговор Трампа и Раффенспергера
Запись часового телефонного разговора между президентом Дональдом Трампом и Раффенспергером от 2 января 2021 года была получена The Washington Post и опубликована на следующий день  По телефону Трамп оказал давление на Раффенспергера, чтобы тот изменил результаты выборов в штате Джорджия, чтобы сделать его победителем; Трамп сказал Раффенспергеру: «Я просто хочу найти 11 780 голосов». Раффенспергер неоднократно давал отпор попыткам Трампа оказать на него давление.
После того, как запись разговора была опубликована, лидеры демократов в Конгрессе попросили ФБР расследовать звонок и выяснить, не участвовал ли Трамп в подстрекательстве или заговоре с целью совершения ряда предвыборных преступлений. Журналист Карл Бернстайн, который в 1972 году развязал Уотергейтский скандал с Бобом Вудвордом, приведший к отставке президента Ричарда Никсона, назвал скандал между Трампом и Раффенспергером «гораздо хуже, чем Уотергейт» и сказал, что при любом другом президентстве это привело бы к импичменту, осуждению, и двухпартийные требования об отставке президента. В интервью Раффенспергер сказал, что Трамп «говорил в основном» во время телефонного разговора, и отметил, что обвинения Трампа в мошенничестве на выборах были «просто ошибочными». В письме Конгрессу от 6 января 2021 года Раффенспергер по пунктам опроверг ложные заявления Трампа о выборах.
В то время как некоторые республиканцы в Палате представителей пытались защитить призыв Трампа к Джорджии, демократы начали разрабатывать резолюцию порицания. 6 января 2021 года, через несколько дней после звонка, толпа сторонников Трампа напала на Капитолий, когда Конгресс подсчитывал голоса выборщиков, чтобы официально закрепить победу Байдена. После теракта Палата представителей США объявила Трампу импичмент за подстрекательство к мятежу. В статье об импичменте, принятой Палатой представителей, отмечается призыв Раффенспергера, в котором говорится: «Поведение президента Трампа 6 января 2021 года последовало за его предыдущими попытками подорвать и воспрепятствовать утверждению результатов президентских выборов 2020 года. Эти предыдущие усилия включали телефонный звонок 2 января 2021 года, во время которого президент Трамп призвал госсекретаря Джорджии Брэда Раффенспергера «найти» достаточно голосов, чтобы отменить результаты президентских выборов в Джорджии, и пригрозил госсекретарю Раффенспергеру, если он этого не сделает."

### Выборы 2022 г.
Раффенспергер баллотируется на второй срок в 2022 году. Трамп поддержал главного соперника Джоди Хайс, сторонника его заявлений о фальсификации выборов.

## Личная жизнь
У Раффенспергера и его жены Триши трое детей и двое внуков. У Раффенспергера четверо братьев и сестер. Трамп ложно утверждал, что у Раффенспергера есть брат Рон, который «работает на Китай», но единственного брата Раффенспергера зовут не Рон, и он не работает ни в Китае, ни на Китай. Есть исполнительный директор Huawei по имени Рон Раффенспергер, но они не связаны между собой. Раффенспергер является членом общинной церкви Норт-Пойнт.

## Примечание
1. 1 2 3  Representative Brad Raffensperger. Georgia House of Representatives (10 февраля 2015). Дата обращения: 12 мая 2022. Архивировано 14 ноября 2020 года.
2. 1 2  Quill, Ann Marie. Get to Know: Brad Raffensperger. Johns Creek Patch (3 ноября 2011). Дата обращения: 12 мая 2022. Архивировано 13 ноября 2020 года.
3. 1 2 3  Dixon, Kristal. Raffensperger To Run For Georgia Secretary of State. Johns Creek, GA Patch (6 апреля 2017). Дата обращения: 12 мая 2022. Архивировано 21 апреля 2019 года.
4. ↑  Bluestein, Greg (15 августа 2018). Millionaire candidates stud Georgia's ballot. Atlanta Journal Constitution. Архивировано 5 февраля 2019.
5. 1 2  Fausset, Richard (16 ноября 2020). As Tensions Among Republicans Mount, Georgia's Recount Proceeds Smoothly. The New York Times. Архивировано 14 декабря 2020. Дата обращения: 4 января 2021.
6. ↑  Brad Raffensperger's Biography - The Voter's Self Defense System. Vote Smart. Дата обращения: 11 ноября 2018. Архивировано 16 ноября 2018 года.
7. 1 2  Quill, Ann Marie. Raffensperger Wins City Council Seat in Runoff. Johns Creek, GA Patch (7 декабря 2011). Дата обращения: 11 ноября 2018. Архивировано 13 ноября 2020 года.
8. 1 2  Kass, Arielle. Johns Creek elects new council members (26 августа 2016). Архивировано 14 ноября 2020 года.
9. ↑  Johns Creek City Council P2 - Runoff. Дата обращения: 12 мая 2022. Архивировано 12 мая 2022 года.
10. ↑  Brad Raffensperger. Ballotpedia. Дата обращения: 11 ноября 2018. Архивировано 13 ноября 2020 года.
11. ↑  Guevara, Eve (10 мая 2018). Brad Raffensperger focuses on business growth, voting in Secretary of State race. Tifton Gazette. Архивировано 16 ноября 2018. Дата обращения: 12 июля 2018.
12. ↑  Kass, Arielle (23 марта 2017). Ga. stops Fulton Tax Commissioner Arthur Ferdinand's fee on liens. Atlanta Journal-Constitution. Архивировано 23 марта 2017.
13. ↑  Kass, Arielle (28 августа 2016). Milton County legislation on the table again. Atlanta Journal-Constitution. Архивировано 20 апреля 2017.
14. ↑  Wolfe, Wes. Engineer has eyes on secretary of State (30 апреля 2018). Дата обращения: 12 июля 2018. Архивировано 16 ноября 2018 года.
15. 1 2 3 4  Niesse, Mark (24 июля 2018). Georgia Election 2018: Raffensperger wins GOP secretary of state race. Atlanta Journal-Constitution. Архивировано 17 ноября 2020. Дата обращения: 4 января 2021.
16. ↑  Brumback, Kate (5 марта 2020). Hearing set on county decision to ditch new voting machines. AP News. Архивировано 25 декабря 2020. Дата обращения: 12 мая 2022.
17. ↑  Ballew, Shannon (25 апреля 2018). Forum features state school superintendent, secretary of state hopefuls. Cherokee Tribune Ledger-News. Архивировано 25 апреля 2018.
18. ↑  McCord, Susan (16 июля 2018). Georgia GOP secretary of state hopefuls head for runoff. Savannah Morning News. Архивировано 1 августа 2021. Дата обращения: 12 мая 2022.
19. ↑  Prabhu, Maya T. Two Georgia down-ballot races appear headed to runoffs (25 ноября 2018). Дата обращения: 4 января 2021. Архивировано 14 ноября 2020 года.
20. ↑  Lockhart, P. R. (4 декабря 2018). Republican Brad Raffensperger wins Georgia secretary of state runoff. Vox. Архивировано 14 ноября 2020. Дата обращения: 4 января 2021.
21. ↑  Janfaza, Rachel (18 июня 2021). Georgia removes 100,000 names from voter registration rolls. CNN. Архивировано 12 мая 2022. Дата обращения: 19 июня 2021.
22. ↑  Judge dismisses request to send Spanish ballot applications. AP News. 5 октября 2020. Архивировано 12 мая 2022. Дата обращения: 12 июля 2021.
23. ↑  Gamboa, Suzanne (12 ноября 2020). Latino voters in Georgia get attention in high-stakes Senate races. NBC News. Архивировано 12 мая 2022. Дата обращения: 12 июля 2021.
24. 1 2  Nadler, Ben (24 марта 2020). Georgia to mail absentee ballot applications to all voters. AP News. Архивировано 12 мая 2022. Дата обращения: 4 января 2021.
25. 1 2 3 4  Nadler, Ben (24 июня 2020). Georgia measure would stop officials mailing ballot requests. AP News. Архивировано 12 мая 2022. Дата обращения: 4 января 2021.
26. ↑  Niesse, Mark (9 апреля 2020). Georgia primary delayed again to June 9 during coronavirus emergency. The Atlanta Journal-Constitution. Архивировано 3 декабря 2020. Дата обращения: 4 января 2021.
27. 1 2  Niesse, Mark. Appeals court stops more paper backups of Georgia voter records (24 октября 2020). Дата обращения: 4 января 2021. Архивировано 26 ноября 2020 года.
28. ↑  Niesse, Mark (27 июня 2020). Ban on mailing absentee ballot forms dies at Georgia Legislature. Atlanta Journal-Constitution. Архивировано 27 ноября 2020. Дата обращения: 4 января 2021.
29. 1 2  Brumback, Kate (10 августа 2020). Georgia board approves online absentee ballot request portal. AP News. Архивировано 5 января 2021. Дата обращения: 4 января 2021.
30. ↑  Jones, Zoe Christen (19 октября 2020). Georgia's secretary of state encourages early voting ahead of record election turnout. CBS News. Архивировано 20 января 2021. Дата обращения: 4 января 2021.
31. ↑  Brumback, Kate (4 ноября 2020). Despite a few hiccups, voting in Georgia goes smoothly. AP News. Архивировано 12 мая 2022. Дата обращения: 4 января 2021.
32. 1 2  Brumback, Kate (20 ноября 2020). Georgia officials certify election results showing Biden win. AP News. Архивировано 1 декабря 2020. Дата обращения: 4 января 2021.
33. 1 2 3 4 5 6  Arkin, James; LeVine, Marianne. Loeffler, Perdue call on Georgia's Republican secretary of state to resign. Politico (9 ноября 2020). Дата обращения: 4 января 2021. Архивировано 25 января 2021 года.
34. 1 2 3 4 5  Niesse, Mark (10 ноября 2020). Citing no evidence, Georgia's U.S. senators demand elections head resign. Atlanta Journal-Constitution. Архивировано 3 января 2021. Дата обращения: 4 января 2021.
35. 1 2 3  Hakim, Danny (12 ноября 2020). Georgia Will Begin Recounting Votes, With Biden Still Favored. The New York Times. Архивировано 12 мая 2022. Дата обращения: 4 января 2021.
36. 1 2  Brumback, Kate (13 ноября 2020). Masked workers start presidential hand tally in Georgia. AP News. Архивировано 12 мая 2022. Дата обращения: 4 января 2021.
37. 1 2  Niesse, Mark (11 ноября 2020). Georgia launches statewide hand recount of presidential race. Atlanta Journal-Constitution. Архивировано 3 декабря 2020. Дата обращения: 4 января 2021.
38. 1 2  Gardner, Amy (16 ноября 2020). Ga. secretary of state says fellow Republicans are pressuring him to find ways to exclude ballots. The Washington Post. Архивировано 17 ноября 2020. Дата обращения: 4 января 2021.
39. ↑  Jarvie, Jennie (9 ноября 2020). 'Hoaxes and nonsense': GOP election officials in Georgia reject Trump's unfounded fraud claims. Los Angeles Times. Архивировано 16 ноября 2020. Дата обращения: 19 ноября 2020.
40. ↑  Knowles, David. Lindsey Graham on the defensive over calls to state election officials. Yahoo! News (17 ноября 2020). Дата обращения: 19 ноября 2020. Архивировано 12 мая 2022 года.
41. ↑  Judd, Alan (15 ноября 2020). Georgia's recount integrity faces attack. The Atlanta Journal-Constitution (англ.). Архивировано 1 декабря 2020. Дата обращения: 16 ноября 2020.
42. ↑  2nd Georgia election official says he's getting death threats. WSB-TV. 22 ноября 2020. Архивировано 1 июня 2022. Дата обращения: 12 мая 2022.
43. ↑  Fausset, Richard (1 декабря 2020). 'It Has to Stop': Georgia Election Official Lashes Trump. The New York Times. Архивировано 29 мая 2022. Дата обращения: 12 мая 2022.
44. ↑  Trump inciting violence, warns Georgia election official. BBC News. 2 декабря 2020. Архивировано 12 мая 2022. Дата обращения: 4 января 2021.
45. 1 2  'He's toast': GOP leaves Raffensperger twisting in the wind (англ.). POLITICO. Дата обращения: 28 марта 2021. Архивировано 31 марта 2021 года.
46. ↑  Gardner, Amy (3 января 2021). 'I just want to find 11,780 votes': In extraordinary hour-long call, Trump pressures Georgia secretary of state to recalculate the vote in his favor. The Washington Post. Архивировано 4 января 2021. Дата обращения: 4 января 2021.
47. ↑  Braverman, Jason (3 января 2021). Trump asks Georgia election officials to 'find' votes during call with Sec. of State. 11Alive. Архивировано 4 января 2021. Дата обращения: 11 января 2021.
48. ↑  Scanlan, Quinn (4 января 2021). Trump demands Georgia secretary of state 'find' enough votes to hand him win. ABC News. Архивировано 4 января 2021. Дата обращения: 4 января 2021.
49. ↑  Brumback, Kate; Superville, Darlene; Amy, Jeff. Trump, on tape, presses Ga. official to 'find' him votes. AP News (4 января 2021). Дата обращения: 4 января 2021. Архивировано 4 января 2021 года.
50. ↑  Clench, Sam. Donald Trump recorded telling Brad Raffensperger to 'find' votes to overturn his election defeat in Georgia. News.com.au (4 января 2021). Дата обращения: 4 января 2021. Архивировано 29 июля 2021 года.
51. ↑  Smaith, Allan (4 января 2021). Democrats ask FBI Director Wray to open criminal probe into Trump after leaked phone call - Reps. Ted Lieu and Kathleen Rice wrote that they believe Trump "engaged in solicitation of, or conspiracy to commit, a number of election crimes.". NBC News. Архивировано 4 января 2021. Дата обращения: 4 января 2021.
52. ↑  Harvey, Josephine. Carl Bernstein Says Latest Trump Tapes Are 'Far Worse' Than Watergate. HuffPost (3 января 2021). Дата обращения: 4 января 2021. Архивировано 4 января 2021 года.
53. ↑  Scanlan, Quinn (4 января 2021). Trump 'just plain wrong' on fraud claims: Georgia Secretary of State Raffensperger. ABC News. Архивировано 4 января 2021. Дата обращения: 4 января 2021.
54. ↑  Max Greenwood, Georgia elections chief refutes election claims in letter to Congress Архивная копия от 12 мая 2022 на Wayback Machine, The Hill (January 7, 2021).
55. ↑  Letter to Congress from Secretary Raffensperge Архивная копия от 8 ноября 2021 на Wayback Machine (January 6, 2021).
56. ↑  Jonathan Raymond, Georgia Sec. of State issued letter refuting fraud claims ahead of electoral vote count Архивная копия от 22 августа 2023 на Wayback Machine, WXIA-TV (January 7, 2021).
57. ↑  Raju, Manu (4 января 2021). House Republicans rush to Trump's defense over Georgia call as Democrats prep censure resolution. CNN News. Архивировано 4 января 2021. Дата обращения: 4 января 2021.
58. ↑  H. Res. 24: Impeaching Donald John Trump, President of the United States, for high crimes and misdemeanors Архивная копия от 13 января 2021 на Wayback Machine.
59. ↑  Christopher Buchanan, Draft Donald Trump impeachment article mentions call with Raffensperger, WXIA-TV (January 10, 2021).
60. ↑  Murphy, Patricia (19 мая 2021). The Jolt: Brad Raffensperger: 'Yes, I'm running again'. The Atlanta Journal-Constitution. Архивировано 11 мая 2022. Дата обращения: 19 мая 2021.
61. ↑  Haberman, Maggie (22 марта 2021). Trump Endorses a Loyalist, Jody Hice, for Georgia Secretary of State. The New York Times. Архивировано 12 мая 2022. Дата обращения: 22 марта 2021.
62. ↑  Fowler, Stephen. Fact Check: Brad Raffensperger's Brother Is Not A Chinese Tech Executive Named Ron. Georgia Public Broadcasting (30 декабря 2020). Дата обращения: 4 января 2021. Архивировано 7 января 2021 года.
63. ↑  Ron Raffensperger. Huawei. Дата обращения: 25 сентября 2021. Архивировано 13 апреля 2022 года.
64. ↑  Secretary of State Brad Raffensperger. Office of the Georgia Secretary of State. Дата обращения: 25 сентября 2021. Архивировано 4 февраля 2022 года.